# Adromischus hemisphaericus
Adromischus hemisphaericus és una espècie de planta suculenta del gènere Adromischus, pertanyent a la família Crassulaceae. És l'espècie tipus del gènere Adromischus.

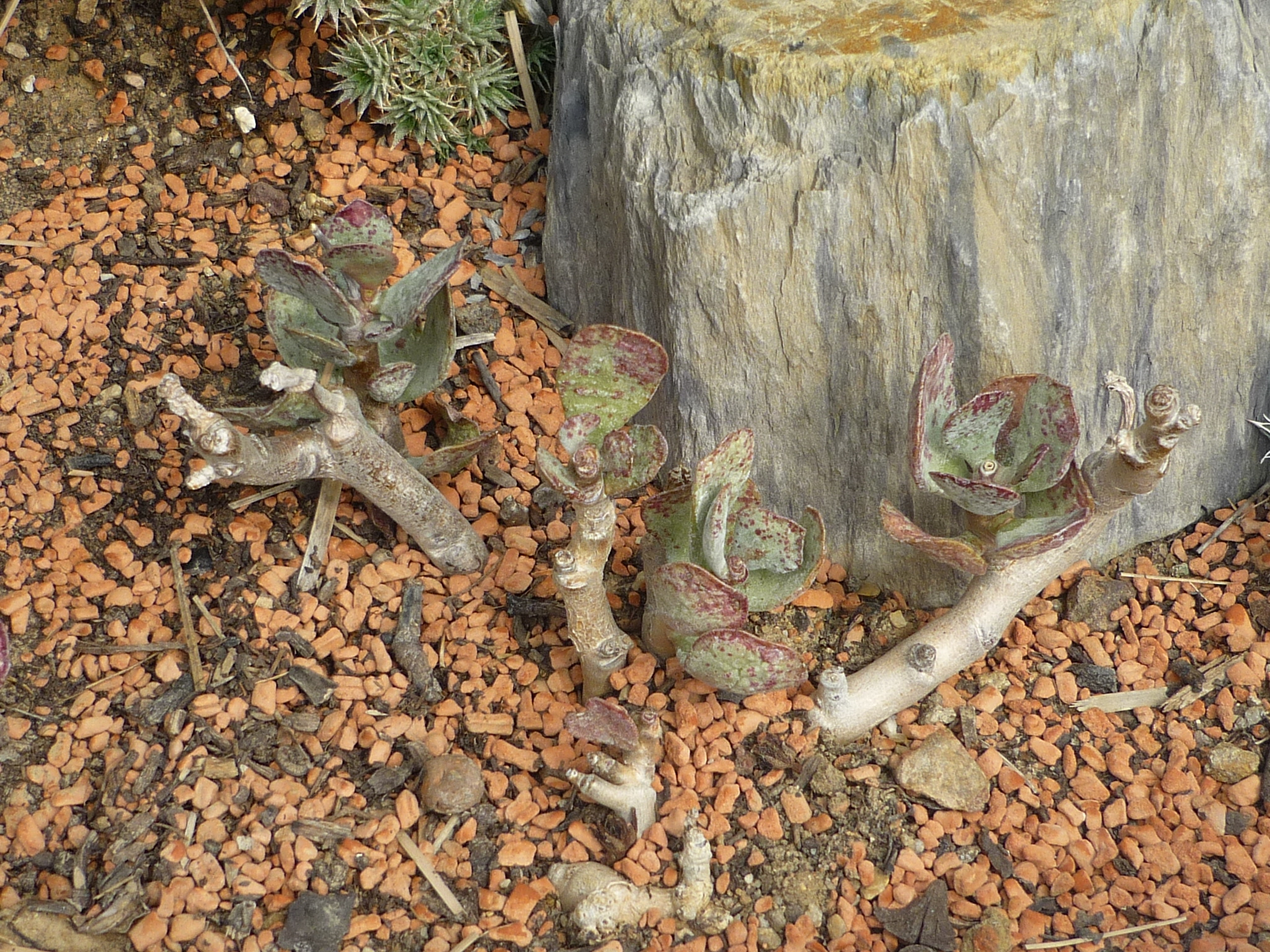
Vista de la planta en el seu hàbitat

## Taxonomia
Adromischus hemisphaericus Lem. va ser descrita per Charles Antoine Lemaire i publicat a Jard. Fleur. 2(Misc.): 60 1852.